# مجلس الاتحاد الدولي لكرة القدم
المجلس الدولي لكرة القدم (بالإنجليزية: International Football Association Board)‏، وتختصر IFAB، وهي الجهة التي تحدد قوانين لعبة كرة القدم.

## الأعضاء
يتكون المجلس الدولي لكرة القدم كل من الإتحادات الكروية، وهي :
- الاتحاد الدولي لكرة القدم
- الاتحاد الإنجليزي لكرة القدم
- اتحاد اسكتلندا لكرة القدم
- الاتحاد الأيرلندي لكرة القدم
- اتحاد ويلز لكرة القدم

## وصلات خارجية
- History of IFAB, including minutes of the meetings Soccer South Bay Referee Association
- FIFA/IFAB paper on the role of the IFAB FIFA